# Dawid Cieślewicz
Dawid Cieślewicz (ur. 8 września 1980 w Trzemesznie) – polski żużlowiec.
Jest wychowankiem gnieźnieńskiego klubu. W roku 1998 doznał groźną kontuzję kręgosłupa, skutkiem czego odbył roczną karencję w roku 1999. W roku 2002 drugi raz odbył karencję, wskutek braku kontraktu z żadnym z klubów żużlowych.
10 grudnia 2009 r. Dawid podpisał kontrakt z Kolejarzem Opole. Miał pomóc klubowi w awansie do I ligi. Kilka miesięcy później odnowiła się kontuzja kręgosłupa. Uraz nie tylko wyklucza z dalszego uprawiania sportu, ale również zagraża bezpośrednio jego zdrowiu. Dawid postanowił zakończyć swoją karierą żużlową.
Po 9 latach przerwy w 2019 r. wrócił na tor.
Ma dwóch braci Tomasza i Marka, którzy są także żużlowcami. Waldemar Cieślewicz, który też był żużlowcem, jest jego wujem.

## Inne ważniejsze turnieje
- Turniej o Koronę Bolesława Chrobrego – Pierwszego Króla Polski w Gnieźnie
  - 2008 - 12. miejsce - 4 pkt → wyniki